# Witburga
Witburga (o Wihtburh) (morta el 743) va ser una santa, princesa i abadessa de l'Ànglia Oriental, situada a l'actual Anglaterra, i possiblement era una filla d'Anna de l'Ànglia Oriental. Va fundar un monestir a Dereham (Norfolk). Una història tradicional diu que la Mare de Déu va enviar un parell de cérvoles per proporcionar llet als seus treballadors durant la construcció del monestir. El cos de Witburga se suposa que va quedar incorrupte quan va ser descoberta mig segle després de la seva mort: més tard va ser robada a les ordres de l'abat d'Ely. Va aparèixer una font al lloc de la tomba buida de la santa a Dereham.

## Família
La tradició descriu Witburga com la més jove de les filles d'Anna de l'Ànglia Oriental, però no és mencionada per Bede, que estava ben informat sobre les seves germanes més grans Sexburga d'Ely, Eteldreda, Etelburga i Saethryta, la seva mitja germana major.

## La llegenda de Santa Witburga i els fets
Després de la mort del seu pare (c. 653), Witburga va construir un convent a East Dereham, Norfolk. Una història tradicional explica que mentre estava construint el convent, no tenia res més que pa sec per donar als obrers. Va orar a la Mare de Déu i se li va dir que enviés les seves criades a un pou local cada matí. Allà van trobar dues cérvoles salvatges que eren prou dòcils per ser munyides proporcionant així una beguda nutritiva per als treballadors.
Al capatàs local no li agradava ni Witburga ni els seus miracles. Va decidir perseguir les cèrvoles amb els gossos i evitar que fossin munyides. Va ser castigat per la seva crueltat quan va ser llançat del seu cavall i es va trencar el coll. Aquesta història es commemora al gran senyal de la ciutat al centre de East Dereham.

## Fets posteriors a la mort de Witburga
Witburga va morir el 743 i va ser enterrada al cementiri de l'abadia Ely. Quan el seu cos va ser excavat 55 anys més tard, es va trobar que no s'havia deteriorat. Això va ser considerat un miracle i les seves restes es van tornar a enterrar a l'església que havia construït a Dereham. L'església es va convertir en un lloc de pelegrinatge, amb gent que visitava la tomba de Witburga.
En 974, Brithnoth, l'abat d'Ely, va robar el seu cos per aprofitar-se de les visites dels pelegrins. Brithnoth i alguns homes armats van anar a Dereham i van organitzar una festa. Quan els homes de Dereham estaven ben beguts, el grup d'Ely va robar el cos de Witburga i van marxar cap a casa. Els homes de Dereham aviat es van assabentar que aquest crim s'havia produït i va partir darrere dels criminals Ely.
Els dos bàndols van mantenir una lluita campal, usant llances i punys. Tanmateix, a mesura que s'apropaven a Ely, els lladres van tenir l'avantatge de conèixer els seus pantans i pantans. Van tenir èxit en tornar a enterrar a Witburga a Ely.
Quan els homes de Dereham van tornar a casa, van descobrir que havia sorgit una font a la tomba violada de Witburga. L'aigua d'aquesta font es considerava una compensació per la pèrdua de la seva santa; els peregrins van continuar arribant i ara podien beure l'aigua. La font mai no s'ha assecat. La font de la tomba de Witburga es pot visitar fins als nostres dies.